# Hatikvah
"Hatikvah" (hebreiska: הַתִּקְוָה, uttal: [hatikˈva], 'Hoppet') är Israels nationalsång. Texten skrevs av Naftali Herz Imber 1878 som poemet Tikvatenu ('vårt hopp') och tonsattes under tidigt 1880-tal av Samuel Cohen. De första sju tonerna är direkt tagna från ett motiv i Bedrich Smetanas tondikt "Vltava" (Moldau), som i sin tur eventuellt är påverkat av ett grundmotiv som bland annat finns i den italienska folksången "La Mantovana". Även i fortsättningen tas tonsekvenser upp från samma verk. Bedrich Smetana var informerad och uttryckligen positiv till återanvändandet av hans material. Vid den första sionistiska världskongressen 1897 i Basel, Schweiz, valdes "Hatikvah" till den sionistiska rörelsens officiella sång. Senare arrangerades den om av tonsättaren Paul Ben-Haim, som baserade kompositionen delvis på judisk-rumänska folkvisor.

## Text
Nedan är texten i hebreiska (utan respektive med punkter för vokalerna) följt av translitterering och översättning till svenska:
| כל עוד בלבב פנימה נפש יהודי הומיה ולפאתי מזרח קדימה עין לציון צופיה עוד לא אבדה תקותנו התקוה בת שנות אלפים להיות עם חפשי בארצנו .ארץ ציון וירושלים |  | כֹּל עוֹד בַּלֵּבָב פְּנִימָה נֶפֶשׁ יְהוּדִי הוֹמִיָּה וּלְפַאֲתֵי מִזְרָח, קָדִימָה עַיִן לְצִיּוֹן צוֹפִיָּה עוֹד לֹא אָבְדָה תִּקְוָתֵנוּ הַתִּקְוָה בַּת שְׁנוֹת אַלְפַּיִם לִהְיוֹת עַם חָפְשִׁי בְּאַרְצֵנוּ .אֶרֶץ צִיּוֹן וִירוּשָׁלַיִם | Kol 'od balevav P'nimah - Nefesh Yehudi homiyah Ulfa'atey mizrach kadimah Ayin le'tzion tzofiyah -- 'Od lo avdah tikvatenu Hatikvah bat shnot alpayim: Lihyot am chofshi be'artzenu - Eretz Tziyon vi'rushalayim. | Så länge som en judisk själ fortfarande längtar i hjärtat och bortåt öster ett öga än blickar mot Sion -- [är] vårt hopp ännu inte förlorat, det tvåtusen år gamla hoppet att vara en fri nation i vårt eget hemland Sions och Jerusalems land. |

## Källhänvisningar
1. ↑  Harrison, Dick (29 maj 2011). ”Smetana och Göteborg”. Svenska Dagbladet. http://blog.svd.se/historia/2011/05/29/smetana-och-goteborg/. Läst 26 februari 2015.